# 双棘伪仙达蚤
双棘伪仙达溞（学名：Pseudosida bidentata）为仙达蚤科伪仙达溞属的动物。分布于欧洲、美洲、非洲以及中国大陆的广西、湖北、四川、云南等地，多栖息于湖泊、池塘、水坑和水稻田里。